# Microsa
Genre
Microsa est un genre d'araignées aranéomorphes de la famille des Gnaphosidae.

## Distribution
Les espèces de ce genre sont endémiques des Antilles.

## Liste des espèces
Selon World Spider Catalog (version 17.5, 08/11/2016) :
- Microsa chickeringi Platnick & Shadab, 1977
- Microsa cubitas Alayón & Platnick, 1993
- Microsa gertschi Platnick, 1978

## Publication originale
- Platnick & Shadab, 1977 : A new genus of the spider subfamily Gnaphosinae from the Virgin Islands (Araneae, Gnaphosidae). Journal of Arachnology, vol. 3, p. 191-194 (texte intégral).